# Mario Golf: World Tour
Mario Golf: World Tour (マリオゴルフ ワールドツアー Mario Gorufu Wārudo Tsuā?) es un videojuego desarrollado por Camelot Software Planning y publicado por Nintendo para Nintendo 3DS. El videojuego fue anunciado en el Nintendo Direct del 14 de febrero de 2013. Es el quinto videojuego de la serie Mario Golf, y es el primero en una década, desde Mario Golf: Advance Tour para Game Boy Advance. El videojuego se programó inicialmente para la segunda mitad de 2013, pero finalmente se retrasó hasta mayo de 2014. Fue lanzado en todo el mundo en mayo de 2014.

## Jugabilidad
Mario Golf: World Tour es un videojuego de simulación de golf con la premisa básica que refleja la base del golf. Controlando personajes de la franquicia de Mario, el objetivo del jugador es golpear una bola de golf con un palo de golf a través de un campo de golf para colocarlo en el hoyo objetivo en el menor número de golpes. El videojuego en particular emplea un enfoque tipo arcade para el golf, enfatizando los controles simples y directos y jugabilidad rápida sobre el realismo del deporte. A pesar de esto, algunos campos de golf se modelan para parecerse a campos de la vida real, mientras que otros son entornos temáticos de Super Mario. El videojuego continúa empleando la mecánica de juego de "Super Shots"; cuando el jugador elige esta mecánica, permite alcanzar una distancia adicional al golpear la pelota, aunque solo se asigna un número limitado de Super Shots por partida, lo que crea un aspecto estratégico para su uso..
El videojuego también contiene torneos de golf multijugador en línea, y una función para encontrar otros jugadores para jugar al golf.

## Doblaje
| Personaje                            | Actor de voz Original | Doblaje de Hispanoamérica | Doblaje de España   |
| ------------------------------------ | --------------------- | ------------------------- | ------------------- |
| Mario                                | Charles Martinet      | Charles Martinet          | Charles Martinet    |
| Luigi                                | Charles Martinet      | Charles Martinet          | Charles Martinet    |
| Wario                                | Charles Martinet      | Charles Martinet          | Charles Martinet    |
| Waluigi                              | Charles Martinet      | Charles Martinet          | Charles Martinet    |
| Mario Dorado                         | Charles Martinet      | Charles Martinet          | Charles Martinet    |
| Princesa Peach                       | Samantha Kelly        | Samantha Kelly            | Samantha Kelly      |
| Toad                                 | Samantha Kelly        | Samantha Kelly            | Samantha Kelly      |
| Toadette                             | Samantha Kelly        | Samantha Kelly            | Samantha Kelly      |
| Princesa Daisy                       | Deanna Mustard        | Deanna Mustard            | Deanna Mustard      |
| Yoshi                                | Kazumi Totaka         | Kazumi Totaka             | Kazumi Totaka       |
| Birdo                                | Kazumi Totaka         | Kazumi Totaka             | Kazumi Totaka       |
| Bowser                               | Kenny James           | Kenny James               | Kenny James         |
| Bowsy (Bowser Jr. en Hispanoamérica) | Caety Sagoian         | Caety Sagoian             | Caety Sagoian       |
| Boo                                  | Sanae Suzaki          | Sanae Suzaki              | Sanae Suzaki        |
| Spike (Escupicos en Hispanoamérica)  | Sanae Suzaki          | Sanae Suzaki              | Sanae Suzaki        |
| Donkey Kong                          | Takashi Nagasako      | Takashi Nagasako          | Takashi Nagasako    |
| Diddy Kong                           | Katsumi Suzuki        | Katsumi Suzuki            | Katsumi Suzuki      |
| Kamek                                | Atsushi Masaki        | Atsushi Masaki            | Atsushi Masaki      |
| Shy Guy                              | Nate Bihldorff        | Nate Bihldorff            | Nate Bihldorff      |
| Estela (Rosalina en Hispanoamérica)  | Kerri Kane            | Kerri Kane                | Kerri Kane          |
| Destello                             | Yuya Takezawa         | Yuya Takezawa             | Yuya Takezawa       |
| Hermano Martillo                     | Motoki Takagi         | Motoki Takagi             | Motoki Takagi       |
| Caco Gazapo                          | Natsuko Yokoyama      | Natsuko Yokoyama          | Natsuko Yokoyama    |
| Lakitu                               | Tadd Morgan           | Tadd Morgan               | Tadd Morgan         |
| Mii (femenino)                       | Tomo Adachi           | Tomo Adachi               | Tomo Adachi         |
| Mii (femenino)                       | Yūko Kaida            |                           |                     |
| Mii (femenino)                       | Ayumi Nagao           |                           |                     |
| Mii (femenino)                       | Hitomi Hirose         |                           |                     |
| Mii (masculino)                      | Humihiro Okabayasgi   | Humihiro Okabayasgi       | Humihiro Okabayasgi |
| Mii (masculino)                      | Takuya Satō           |                           |                     |
| Mii (masculino)                      | Katsuhiro Harasawa    |                           |                     |
| Mii (masculino)                      | Tomoyuki Higuchi      |                           |                     |
| Comentarista                         | Robert Tunstall       | Camilo Alba Navarro       | Alberto Arias Pérez |

## Recepción
Mario Golf: World Tour ha recibido reseñas generalmente favorables de los críticos. Muchos críticos elogiaron la jugabilidad y la funcionalidad en línea, pero criticaron el modo Castle Club por ser confuso. El videojuego tiene una puntuación promedio de 78 en Metacritic.
IGN le dio a Mario Golf: World Tour una calificación de 8.6, resumiendo «No es necesario ser un fanático del golf para engancharse al World Tour. Recompensa el buen juego, da mucho que hacer y es un gran maestro».